# Joan Jara
Joan Alison Turner Roberts, com o nome à nascença de Joan Alison Turner (Londres, 20 de julho de 1927 - Santiago, 12 de novembro de 2023), conhecida como Joan Jara ou Joan de Jara foi uma dançarina britânica-chilena, ativista. Foi casada e tornou-se viúva de Víctor Jara. Após a morte de Vítor, Joan dedicou-se a perpetuar a sua memória, o seu trabalho e os seus valores. Em 1984, escreveu Uma Canção Inacabada: A Vida de Victor Jara e fundou a Fundação Víctor Jara.

## Percurso
Joan Alison Turner nasceu em Londres, Inglaterra, a 20 de julho de 1927.  Conheceu Víctor na Universidade do Chile em 1961:  ele estudava teatro e ela dava aulas de dança na escola de teatro. Nesta época, Joan também dançava no Ballet Nacional Chileno.

### Golpe de 1973
Na manhã do golpe de 1973, Vítor Jara foi torturado e assassinado. Joan procurou ajuda da embaixada britânica, mas estava fechada.
Neste mesmo ano, Joan saiu do Chile, mudou o seu apelido para Jara e dedicou-se a perpetuar a memória do marido, das suas obras e dos seus valores.
Em 1984, voltou ao Chile para reavivar a sua memória. Em entrevista, Joan disse que os militares chilenos não lhe revelaram os nomes dos polícias do estádio onde Víctor morreu. Porém, à medida que os processos judiciais avançaram, os subordinados militares denunciaram os seus oficiais. O seu advogado acrescentou que os militares chilenos têm um “pacto de silêncio” contra o fornecimento de informações às famílias dos desaparecidos e que o testemunho dos soldados de baixa patente foi fundamental para os seus esforços de identificação dos oficiais.

### Processo civil
Em 2013, Jara entrou com uma ação civil contra um ex-oficial militar, Pedro Barrientos, que ela acusou de ser responsável pela morte de seu marido. Barrientos morava na Flórida há cerca de 20 anos e tornou-se cidadão americano. A ação foi movida de acordo com a Lei de Proteção às Vítimas de Tortura e o Alien Tort Statute, uma lei federal que permite que os tribunais americanos julguem disputas estrangeiras de direitos humanos. Barrientos e outros seis foram acusados do assassinato de Jara em dezembro de 2012, com base no depoimento de um recruta. O testemunho de Joan Jara também desempenhou um papel crucial no julgamento civil. O tribunal de primeira instância rejeitou as reivindicações do Alien Tort Statute, concluindo que o caso não tinha vínculos suficientes com os Estados Unidos, mas permitiu que as reivindicações da Lei de Proteção às Vítimas de Tortura fossem levadas a julgamento. Após o julgamento, o júri considerou Barrientos responsável pela tortura de Víctor Jara e concedeu aos Jaras US$ 28 milhões. Joan Jara recorreu da rejeição do tribunal de primeira instância das reivindicações do Alien Tort Statute ao Tribunal de Apelações do Décimo Primeiro Circuito dos EUA. O Décimo Primeiro Circuito manteve a rejeição das reivindicações pelo tribunal de primeira instância, sustentando que os tribunais federais não podem exercer jurisdição sob o Alien Tort Statute quando toda a conduta relevante do réu ocorreu fora dos Estados Unidos.

### Morte
Joan Jara morreu em Santiago a 12 de novembro de 2023, aos 96 anos. A sua morte ocorreu duas semanas antes da suposta extradição de Barrentios dos Estados Unidos. O seu corpo foi depositado no Centro de Danza Espiral, a escola de dança que ela fundou com seu primeiro marido, o coreógrafo chileno Patricio Bunster, antes do seu enterro a 15 de novembro. Joan foi enterrada no Cemitério Geral de Santiago do Chile, ao lado de Victor Jara.